# Lisa Klostermann
Lisa Katharina Klostermann (Herdecke, 28 maggio 1999) è un'ex calciatrice tedesca, di ruolo portiere.

## Carriera

### Club
Lisa Klostermann fin da piccola condivide con il fratello Lukas la passione per il calcio, tesserandosi con il FSV Gevelsberg, club della cittadina di residenza, con il quale gioca fino alla fine del 2016, ottenendo un permesso speciale per disputare il campionato maschile di B-Jugend.
Nel gennaio 2017 viene contattata dall'MSV Duisburg, squadra iscritta alla Frauen-Bundesliga, primo livello del campionato tedesco, alla ricerca di una sostituta del portiere Meike Kämper che a causa di un grave infortunio deve disertare per lungo tempo i campi di gioco. Con la nuova squadra Klostermann fa il suo debutto in Bundesliga il 21 maggio 2017, alla 22ª giornata del campionato 2016-2017, nell'incontro perso per 2-1 con le avversarie del Turbine Potsdam.
Rimasta con l'MSV Duisburg anche la stagione successiva, il 26 aprile 2018, prima del termine del campionato, l'SGS Essen da l'annuncio di avere stipulato con la giocatrice un contratto biennale con scadenza 30 giugno 2020. Dopo essere scesa in campo alla sua prima stagione con il club sia in prima squadra che con la squadra riserve il riacutizzarsi dei problemi legati a un infortunio subito al ginocchio, pur rimanendo formalmente in rosa non riesce ad essere a disposizione dell'allenatore. Dopo un ulteriore prolungamento del contratto, senza essersi mai ripresa completamente dall'infortunio la rottura di un legamento crociato la convince di concludere l'attività agonistica dandone annuncio nell'agosto 2021.

### Nazionale
Entrata tardi nel giro delle nazionali giovanili, Klostermann viene convocata dalla selezionatrice Maren Meinert nel 2018, inserita in rosa con la formazione Under-19 impegnata nella fase di qualificazione al campionato europeo di Svizzera 2018, debuttando partendo titolare il 6 aprile 2018, nella fase élite, nell'incontro vinto per 3-0 sulle pari età di Israele.